# Jerumenha
Jerumenha är en kommun i Brasilien.   Den ligger i delstaten Piauí, i den östra delen av landet, 1 100 km norr om huvudstaden Brasília. Antalet invånare är 4 383.
Omgivningarna runt Jerumenha är huvudsakligen savann. Runt Jerumenha är det mycket glesbefolkat, med 2 invånare per kvadratkilometer.